# Керегетас (Толебійський район)
Керегета́с (каз. Керегетас) — село у складі Толебійського району Туркестанської області Казахстану. Входить до складу Каскасуйського сільського округу.
Населення — 286 осіб (2021; 666 у 2009, 323 у 1999, 228 у 1989).